# Lodno
Lodno (Hongaars: Lodnó) is een Slowaakse gemeente in de regio Žilina, en maakt deel uit van het district Kysucké Nové Mesto.
Lodno telt 953 inwoners.